# デァ・アードラー
デァ・アードラー (Der Adler) は、ナチス・ドイツ空軍の宣伝グラビア誌である。

## 概説
第二次世界大戦前に、ドイツ航空省が空軍の活動を宣伝するために発行を開始した。同誌の編集長は ゲオルク・ボーゼ（Dr.Georg Bose）が務め、ベルリン・シャルロッテンブルクに編集部があった。
当初はドイツ語と英語の2ヵ国語併記の32頁のグラビア誌であったが、第二次世界大戦開戦後はドイツ語版と英語版に分けられ、フランス占領後はフランス語版が加えられた。その他、スペイン語版もあった。アメリカ参戦後は "USA 8 Cent" の価格表示は削除されたが、英語版は比較的長く出版され、1944年8月まで継続した。ドイツ語版は発行数は減るが1945年2月まで発行されていた。